# چیانوویتسه دوژه
چیانوویتسه دوژه (به لهستانی:  Cianowice Duże) یک منطقهٔ مسکونی در لهستان است که در گمینا سکاوا واقع شده‌است. چیانوویتسه دوژه ۱٬۱۰۷ نفر جمعیت دارد.